# Långträsk (sjö i Finland, Nyland, lat 59,93, long 23,03)
Långträsk är en sjö i Raseborgs stad i Finland.   Den ligger i landskapet Nyland, i den södra delen av landet, 110 km väster om huvudstaden Helsingfors. Långträsk ligger 13 meter över havet.  Arean är 6,5 hektar och strandlinjen är 1,04 kilometer lång. Sjön  ingår i Skärgårdshavets kustområde, Åland. 